# Nonet no 4 de Hába
Pour les articles homonymes, voir Nonette.
Le Nonet no 4 opus 94 est un nonette pour violon, alto, violoncelle, contrebasse, flûte, hautbois, clarinette, cor et basson d'Aloïs Hába. Composé en 1963-64, il est révisé en 1970-71.

## Structure
Le Nonet, d'une durée moyenne d'exécution de douze minutes environ, est composé de trois mouvements :
1. Allegro moderato ;
2. Andante cantabile ;
3. Allegro animato.